# مولاي عبد الله بن علي العلوي
عبد الله بن علي العلوي أو عبد الله العلوي ولد عام 1965 بالرباط، وهو رجل أعمال مغربي ومستشار للملك محمد السادس، وهو ابن عمه قبل أن يكون صديقا مقربا له.

## النشأة والعائلة
الشريف مولاي عبد الله العلوي هو ابن الأمير مولاي علي (ابن الأمير مولاي إدريس وحفيد السلطان مولاي يوسف) أما زوجته فهي الأميرة للا فاطمة الزهراء الابنة البكر لمحمد الخامس وأخت الملك الراحل الحسن الثاني. وهو شقيق الشريفة للا جمالة العلوي والشريف مولاي يوسف العلوي.
عبد الله هو خريج جامعة تكساس في أوستن.
في كتاب الأمير مولاي هشام الصادر سنة 2014، ذكر فيه أن مولاي عبد الله العلوي أُرسل من قبل محمد السادس في عام 1999 يطلب منه_هشام_ عدم المجيء إلى القصر الملكي مرة أخرى.

## الأنشطة
مولاي عبد الله هو الرئيس التنفيذي لشركة Mediholding، وهي شركة الطاقة التي ارتفعت إلى مكانة بارزة في عام 1999 مع كاذبة اكتشاف النفط في تالسينت. وقد شارك في مشروع مشترك مع جون بول جونز دي جوريا في شركة الحفر لونستار للطاقة.
الشريف مولاي عبد الله العلوي هو مستشار محمد السادس وهو غالبا ما يكون إلى جواره سواء في الأنشطة الرسمية وغير الرسمية. كما يُعد رئيس المركز المغربي الملكي للفروسية بعد استبدال الأميرة للا أمينة عند وفاتها في عام 2012.

## مرتبة الشرف
- فارس الصليب الأكبر من وسام الاستحقاق المدني من مملكة إسبانيا بتاريخ 16 سبتمبر 2000.[9]